# Климбовський Олег Федорович
Оле́г Фе́дорович Климбо́вський — підполковник Збройних сил України, учасник російсько-української війни.

## Бойовий шлях
Заступник командира військової частини, що базується у Вінниці. Станом на липень 2015 року тричі перебував на сході України. У серпні 2014-го у складі групи проводив пошуки тіла старшого бортового авіаційного техніка-інструктора — з екіпажу збитого терористами під Слов'янськом літака Ан-30Б. Другого разу в складі групи офіцерів-психологів надавав психологічну допомогу бійцям — виходили з оточення під Іловайськом. У грудні 2014-го в складі зведеного загону прибув до Донецького аеропорту. 22 січня перебував на блокпосту з двома десантниками, з озброєння — ПТКР «Фагот». Почався обстріл, терористи підвели до блокпоста 30 танків, БТР та автомобілів з українськими опізнавальними знаками. Після отримання дозволу відкрили вогонь, скоординувавши співдію з іншими блокпостами.
В бою було знищено 4 танки, 4 БМП, 2 БТР, 1 МТЛБ, 7 «Уралів», 1 КрАЗ, 4 протитанкові гармати МТ-12 «Рапіра», 1 автоматичний станковий гранатомет АГС-17 «Пламя», також РПГ та кулемети «Утес». Загинув старший сержант Іван Альберт. Підполковник Климбовський контужений, поранений осколками гранат, знепритомнів. Дістатись бункера командного пункту допоміг контужений старший сержант Андрій Сенечко. Майор медичної служби Олександр Лук'янчук надав першу допомогу, евакуйовані БТРом.
За уздоровленням слідкували дружина Наталія та син Владислав. Після кількох операцій та реабілітації підполковник Климбовський повернувся до частини.

## Нагороди
За особисту мужність і героїзм, виявлені у захисті державного суверенітету та територіальної цілісності України, вірність військовій присязі під час російсько-української війни, відзначений — нагороджений
- 13 серпня 2015 року — орденом Богдана Хмельницького III ступеня.